# EY Гидры
EY Гидры (лат. EY Hydrae) — двойная звезда в созвездии Гидры на расстоянии приблизительно 1393 световых лет (около 427 парсек) от Солнца. Фотографическая звёздная величина звезды — от +12m до +9,6m.
Открыта Куно Хофмейстером в 1934 году.
Зарегистрировано рентгеновское и ультрафиолетовое излучение дальнего диапазона (FUV)* в атмосфере звезды.

## Характеристики
Первый компонент — красный гигант, пульсирующая полуправильная переменная звезда типа SRA (SRA) спектрального класса M5, или M7. Масса — около 0,526 солнечной, радиус — около 643,28 солнечного, светимость — около 1016,03 солнечной. Эффективная температура — около 3334 K.
Второй компонент — коричневый карлик. Масса — около 27,79 юпитерианской. Удалён в среднем на 1,207 а.е..